# 尾叶密花素馨
尾叶密花素馨（学名：Jasminum coarctatum var. caudatifolium）是木犀科素馨属密花素馨的变种。分布于中国大陆的云南等地，生长于海拔1,600米的地区，常生于山腰林中，目前尚未由人工引种栽培。